# Cecil Carpenter
Cecil Carpenter (geb. vor 1913; gest. nach 1931) war ein US-amerikanischer Jazz und Blues-Posaunist.

## Leben
Cecil Carpenter stammt aus dem Bundesstaat Indiana und begann seine Karriere in der dort auftretenden Brass Band Pickaninny Band, die mit einer Vaudeville Show namens In Old Kentucky auf Tournee war. Carpenter kam mit der Truppe der Show In Old Kentucky 1913 nach Atlantic City. In den 1920er Jahren gehörte er der Formation Jazz Hounds an, die als Begleitgruppe der Bluessängerin Mamie Smith fungierte.  Mit den Jazz Hounds wirkte er für Okeh von 1920 bis 1931 an Schallplatten-Aufnahmen mit. So war Carpenter auch an der ersten Aufnahme eines Bluessongs beteiligt, Mamie Smiths „Crazy Blues“ von 1920. Weitere Mitglieder der Jazz Hounds waren zu dieser Zeit Coleman Hawkins und Bubber Miley. Über Carpenters späteres Leben ist nichts bekannt.